# Josef Mathias Grassi

Josef Mathias Grassi, Selbstporträt

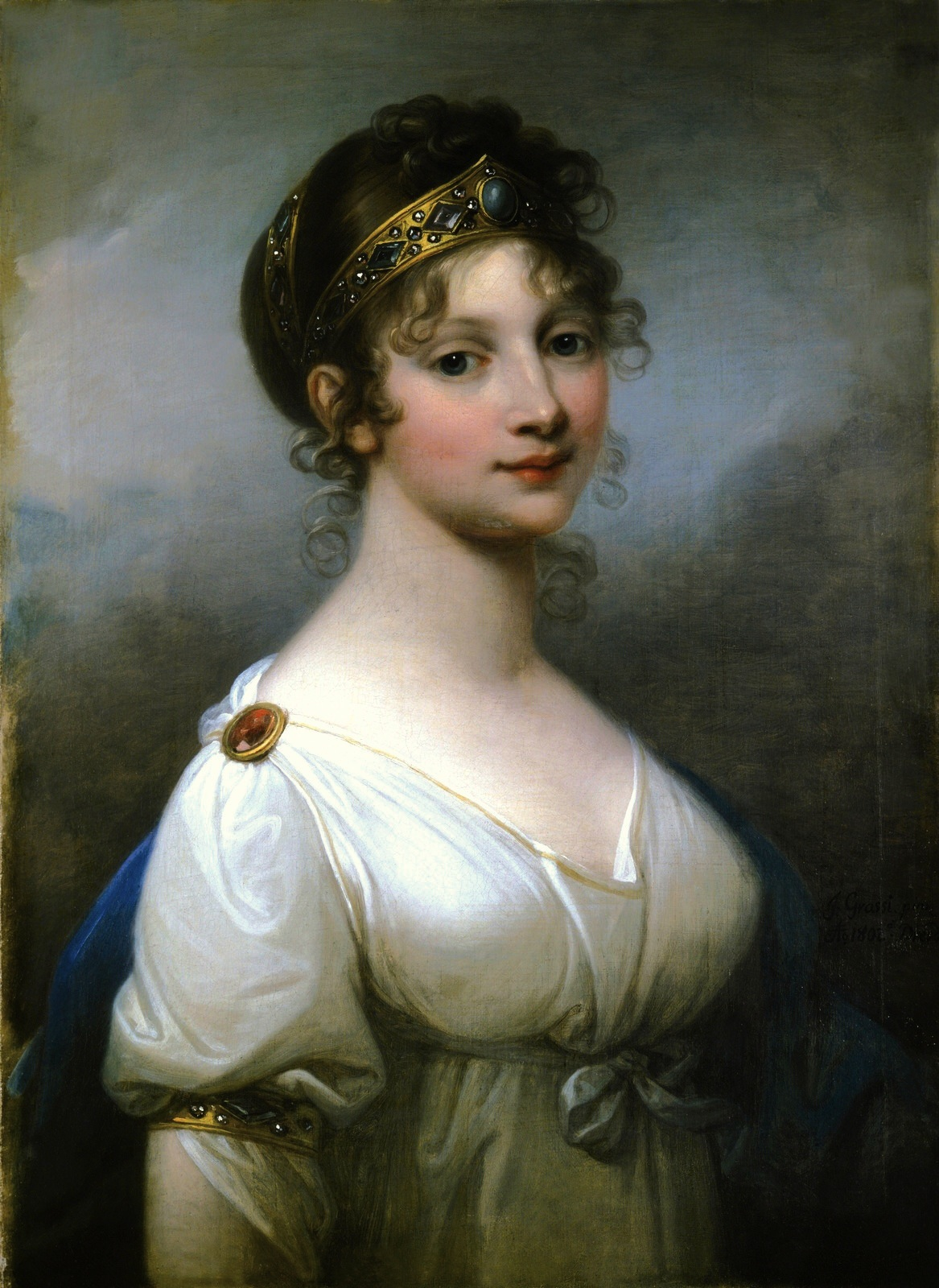
Josef Mathias Grassi, Königin Luise von Preußen, Ölgemälde (1802)

Josef Mathias Grassi (* 22. April 1757 in Wien; † 7. Januar 1838 in Dresden; auch Giuseppe Grassi) war ein österreichischer Historien- und Porträtmaler.

## Leben
Josef Mathias Grassi war der jüngere Bruder des Bildhauers Anton Matthias Grassi, der Vater war der aus Udine stammende Goldschmied Ottilio Grassi. Josef studierte an der Wiener Akademie der bildenden Künste. Da er sich hier ungerecht behandelt fühlte (Niederlage gegen Heinrich Friedrich Füger wegen eines Reisestipendiums), ging er nach Warschau. Dort malte er erfolgreich zahlreiche Porträts. Während des polnischen Aufstandes konnte er durch die Vermittlung des Revolutionsführers Tadeusz Kościuszko den Schauplatz der Kämpfe verlassen. 1799 erhielt Grassi in Dresden eine Professur an der dortigen Akademie. Von 1816 bis 1821 weilte er in der Eigenschaft eines Studiendirektors der königlich sächsischen Pensionäre in Rom. Grassi erhielt vom sächsischen König Friedrich August I. das Ritterkreuz des Verdienstordens und wurde von Herzog August von Sachsen-Gotha zum geheimen Legationsrat ernannt. Darüber hinaus war er Mitglied verschiedener Akademien.

## Leistung
Grassi malte hauptsächlich Porträts von Angehörigen des Adels und Historienbilder. Mehrere Bilder entstanden nach Dichtungen des Herzogs August von Sachsen-Gotha. Stilmäßig kann man ihn dem akademischen Klassizismus zurechnen. Besonders geschätzt wurden seine empfindsamen Frauenbildnisse durch ihre Grazie. Zu seiner Zeit als Porträtist sehr beliebt, ist er heute weitgehend vergessen. Am bekanntesten ist heute noch sein Bildnis der Königin Luise von Preußen.

## Werke
- Selbstbildniss, Grassi J. im braunen Mantel malend - im Hintergrund eine Landschaft, Öl auf Leinwand 107,4 × 85,1 cm, (Privatbesitz England)
- (nicht verifiziertes) Bildnis von Wolfgang Amadeus Mozart (Staatliches Glinka-Museum für Musikkultur, Moskau), um 1783, Öl auf Karton, 24,5 × 21 cm
- Bernhardine Reichsgräfin von Neipperg (Schwaigern, Sammlung der Grafen von Neipperg), 1790, Öl auf Leinwand, 89 × 67 cm
- Don José Augustin Marquis del Llano, spanischer Gesandter in Wien (Wien, Österreichische Galerie Belvedere), 1790, Öl auf Leinwand
- Porträt des Grafen Jacob Johann Sievers (St. Petersburg, Eremitage), um 1790–95, Öl auf Leinwand, 91 × 68 cm
- Bildnis einer Dame - Augusta Nimptsch ? (Privatbesitz), 1800, Öl auf Leinwand, 134 × 105 cm
- Großfürstin Helena, um 1802
- Königin Luise von Preußen (Berlin, Eigentum des Hauses Hohenzollern, Schloss Charlottenburg), 1804
- Herzog Emil August von Sachsen-Gotha und Sachsen-Altenburg
- Porträt der Charlotte Sophie Manteufel (oval)
- Bernhard August von Lindenau, 60,8 × 47,7 cm, bezeichnet J. Grassi pinx. 1814, Schlossmuseum Gotha.